# Parc d'État Clarence Fahnestock
Le parc d'État Clarence Fahnestock (anglais : Clarence Fahnestock Memorial State Park) est un parc d'État situé dans les comtés de Putnam et de Dutchess, dans l'État de New York, aux États-Unis.
Le nom du parc est lié à une donation en 1929 d'Ernest Fahnestock à la mémoire de son frère Clarence.
Le Sentier des Appalaches passe par le parc.

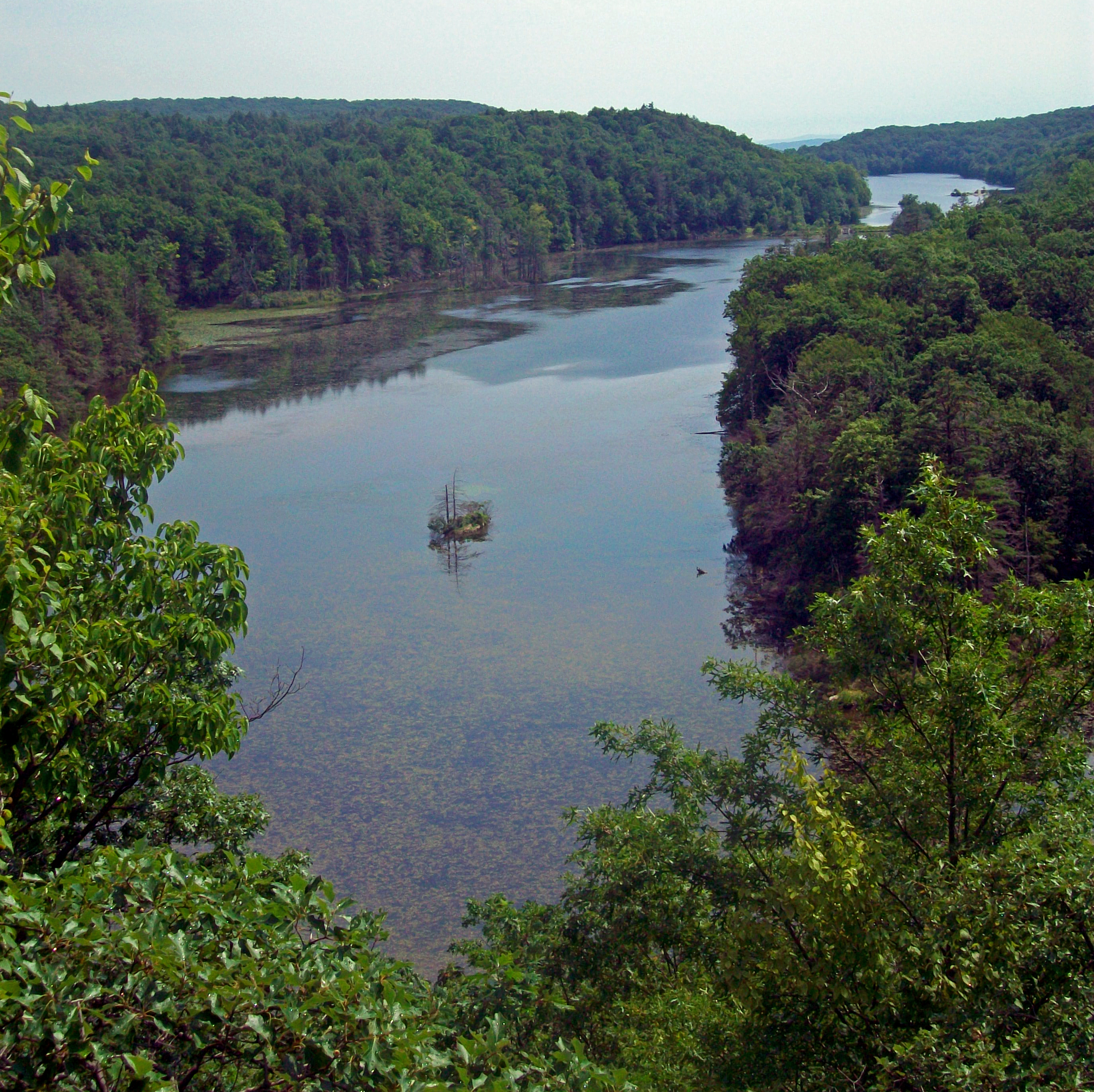
Lac Canopus.